# Niels Henrik Abel
Pour les articles homonymes, voir Abel (homonymie).
Niels Henrik Abel (1802–1829) est un mathématicien norvégien. Il est connu pour ses travaux en analyse mathématique sur la semi-convergence des séries numériques, des suites et séries de fonctions, les critères de convergence d'intégrale généralisée, sur la notion d'intégrale elliptique ; et en algèbre, sur la résolution des équations.

## Enfance
Le père de Niels Henrik Abel est un pasteur protestant luthérien, lui-même fils de pasteur. Éduqué à Copenhague, il est obligé d'aller travailler à Finnøy en 1800. Il déménage donc sur cette petite île du sud-ouest de la Norvège et, la même année, fait la connaissance de sa future épouse, Anne Marie Simonsen, fille d'un marin marchand. Le couple a rapidement des enfants, Niels Henrik Abel, né en 1802, est le deuxième de la fratrie de six, cinq fils et une fille. Alors qu'il est âgé de deux ans, le poste de pasteur de la paroisse de Gjerstad qu'occupe son grand-père se retrouve vacant et son père prend la relève. Abel passe ainsi ses premières années dans un pays frappé par la famine du fait du blocus continental, Napoléon Ier ayant contraint les couronnes de Norvège et de Danemark à rejoindre sa coalition contre l'Angleterre. Son père, Sören Georg Abel, éduque lui-même ses deux fils aînés jusqu'en 1815, puis les envoie à l'école de la cathédrale de Christiania où ils assistent à des cours de langues classiques et modernes, d'arithmétique et de géométrie. Au départ, Niels Henrik ne fait preuve d'aucun intérêt pour les mathématiques, jusqu'au jour où, en 1818, un nouveau professeur vient remplacer l'ancien. Ce jeune enseignant ouvert aux idées nouvelles et instruit de mathématiques, Bernt Michael Holmboe, suscite chez le jeune Norvégien une vocation pour cette discipline. Il l'encourage à lire lui-même les plus grands mathématiciens de l'époque et lui communique la liste des maîtres qu'il étudie. Il enseigne la mécanique céleste d'après  Newton et Lalande.

## Études
Le père de Niels Henrik Abel meurt en 1820, sa mère et ses cinq frères se retrouvent dans une situation extrêmement précaire. Convaincu du talent de Niels Henrik pour les mathématiques, Holmboe lui obtient une bourse pour étudier à l'université d'Oslo. Abel intègre l'université d'Oslo en 1821. Les mathématiques relèvent de la faculté de philosophie, et il n'y a alors aucun diplôme de science, une matière que seuls deux professeurs enseignent : Søren Rasmussen et Christopher Hansteen. Malgré tout, Abel est bien décidé à se former comme mathématicien, et assiste donc aux cours de ces deux spécialistes qui lui enseignent les fondamentaux : introduction générale aux mathématiques et un peu de géométrie sphérique et son application en astronomie. Lors de sa première année à l'université, Abel organise son temps libre autour de deux grandes priorités : préparer son examen pour obtenir le titre de candidatus philosophiae et étudier tous les textes de mathématiques avancées que possède la bibliothèque. Sa réussite à l'examen est en demi-teinte : il n'obtient que la note minimale pour valider les différentes matières, à l'exception de la physique théorique et des mathématiques où il obtient dans les deux cas la note maximale (et en mathématiques, avec mention). Quant à son deuxième objectif, il semble qu'il a dévoré tous les livres disponibles, et qu'il se retrouve bien vite à un stade où sa passion pour les études est remplacée par un fort désir de mener à bien des recherches. C'est le début d'une longue phase productive, qui l'amène rapidement à dépasser ses maîtres tout en apportant quelques contributions d'une pertinence rare.
En 1822, quand Abel peut enfin se consacrer pleinement aux recherches en mathématiques, lui et les mathématiciens de son milieu comprennent qu'il leur faut quitter la Norvège pour rencontrer les grands mathématiciens du moment. Il postule donc pour une bourse d'études, mais la commission d'examen exige qu'il reste à Oslo au moins pendant deux ans et apprenne les langues modernes — le français et l'allemand — pour communiquer sans difficulté avec les personnes qu'il compte rencontrer. Il étudie donc les langues pour préparer son voyage.
En 1823, il étudie en détail les Disquisitiones arithmeticae de Gauss et s'attaque sans tarder à la multitude de problèmes théoriques qu'elles renferment. L'influence de Gauss le pousse à examiner des problèmes liés à la théorie des nombres, à la théorie des équations et à la rectification de la lemniscate, ce qui l'amène ultérieurement à étudier les fonctions elliptiques. En 1823, il publie ses premiers articles, dans le Magazin for Naturvidenskaberne, initié par Hansteen et dirigé par Baltazar Mathias Keilhau. Il y résout notamment deux problèmes de calcul intégral nés de la lecture des Fondements du calcul différentiel d'Euler et des Exercices de calcul intégral de Legendre. Dans son article, il résout une question de mécanique rationnelle qui généralise le problème de la courbe tautochrone et débouchera sur l'étude d'une équation, dite intégrale abélienne, qui est la première équation connue de ce type. Un deuxième article porte sur la théorie de l'élimination, une branche de la théorie des équations algébriques,.
La même année, il publie un article portant cette fois sur une question de physique appliquée : l'analyse de l'influence de la Lune sur le mouvement d'un pendule, mais l'astronome éditeur allemand Heinrich Christian Schumacher — qu'il rencontrera plus tard — y détecte une erreur et le rejette.
En mars 1823, Christopher Hansteen présente à l’université le mémoire d'Abel dans lequel il démontre que l'équation quelconque de degré cinq n'est pas résoluble à partir de combinaisons de racines des coefficients (théorème d'Abel). Ses travaux suscitent un tel enthousiasme chez Holmboe, les mathématiciens Søren Rasmussen et Christopher Hansteen, ainsi que chez le recteur Niels Treschow, que lorsqu'il demande à l'université l'une des chambres réservées aux étudiants désargentés, non seulement on la lui accorde, mais on lui attribue aussi une petite allocation. En 1823, grâce à l'aide financière des enseignants, Abel peut se rendre au Danemark pour rencontrer des mathématiciens danois, dont Carl Ferdinand Degen. Ce voyage lui permet surtout de faire la connaissance de Christine Kemp, alias Crelly, qui deviendra sa fiancée. Peu de temps après, il obtient une bourse d'études du gouvernement norvégien, afin de visiter les grands pôles des mathématiques européennes de l'époque, dont Paris, Berlin et Göttingen.

## Voyage en Europe
Au cours de l'été 1825, il part pour Copenhague et de là arrive à Altona, où il rencontre l'astronome Heinrich Christian Schumacher, ami de Gauss.
En octobre 1825, il arrive à Berlin pour rendre visite au mathématicien August Leopold Crelle. Quand Crelle parle mathématiques avec son jeune interlocuteur, son attention est accrochée. Lui qui envisage la création d'une revue scientifique dédiée uniquement aux mathématiques, comprend rapidement qu'il a un diamant brut face à lui. En 1826, il fonde le Journal für die reine und angewandte Mathematik, plus tard connu sous le nom de Journal de Crelle, qui sera la première publication périodique sur la recherche en mathématiques en Allemagne, à n'être contrôlée par aucune institution. En l'espace de quatre mois (novembre 1825-février 1826) Abel rédige six articles, dont :
- Beweis der Unmöglichkeit der algebraischen Auflösbarkeit der allgemeinen Gleichungen, qui contient la preuve de l'impossibilité de résoudre l'équation du cinquième degré par radicaux ;
- Über die binomische Reihe, où se trouve énoncé et démontré le critère de sommabilité d'Abel sur les séries semi-convergentes.

Étant donné le peu d'articles envoyés au Crelle, son fondateur décide de l'ouvrir à d'autres langues que l'allemand, ce dont profite Abel pour présenter et publier ses travaux en français. La relation Crelle-Abel est aussi productive que symbiotique. Crelle, qui a traduit une multitude de textes majeurs des mathématiques — du français à l'allemand — et possède une superbe bibliothèque, la met tout de suite à la disposition du jeune Norvégien, qui lit les œuvres récentes de Cauchy et adopte sa démarche. Il cherche à prolonger autant que possible son séjour berlinois, mais en Allemagne, la ville de Göttingen — où réside Gauss — est considérée comme une étape prioritaire. Ayant eu vent du caractère peu avenant du mathématicien allemand, il décide de reporter sa visite. Il visite Leipzig, puis passe un mois à Freiberg — où les conditions lui paraissent propices à la recherche — et où il rédige son article sur la formule du binôme. Avec l'élite de la jeunesse scientifique norvégienne, il visite Dresde, Prague, Vienne, Graz, Trieste, Venise, Vérone, Bolzano, Innsbruck, le massif des Dolomites et Bâle,  d'où il reprend son voyage en solitaire vers Paris.

## Déception à Paris
Abel arrive à Paris pendant l'été 1826, l'université et sa bibliothèque sont fermées, les cours sont terminés. Il voit là une occasion de mieux préparer ses premiers entretiens avec les savants parisiens, et parachever un mémoire sur les fonctions elliptiques sur lequel il travaille depuis quelque temps. Il rédige en parallèle d'autres travaux qu'il souhaite voir paraître dans les Annales de mathématiques pures et appliquées (France), dans les Annales (Autriche) et dans le Journal de Crelle. Parmi tous ces manuscrits que prépare Abel, le plus riche et le plus chronophage est le mémoire pour l'Académie des sciences, le Mémoire de Paris, ainsi qu'il sera baptisé à titre posthume. Encore inconnu, Abel ne parvient pas à entrer en contact avec les mathématiciens dont il a lu les livres, Adrien-Marie Legendre, Siméon Denis Poisson et Augustin Louis Cauchy. Au sujet de ce dernier, il écrit à Holmboë : « Cauchy cultive l'extravagance, il est impossible de s'entendre avec lui, et pourtant il est celui qui sait le mieux comment il faut faire des mathématiques ».
Pour se faire reconnaître, Abel remet son mémoire à l'Académie des sciences, qui est présenté le 30 octobre 1826 par son secrétaire perpétuel Joseph Fourier, lequel lit l'introduction du manuscrit devant les académiciens en présence d'Abel. La révision du manuscrit est confiée à Cauchy et Legendre, et la production d'un rapport à Cauchy. Impressionné par la longueur du mémoire et la technicité du contenu, le mathématicien français — dont la subsistance dépendait de ses propres travaux — délaisse le manuscrit qui se retrouve au fond d'un tiroir. Dans l'attente d'une invitation qui ne vient pas, Abel peut lire une nouvelle édition augmentée du Traité des fonctions elliptiques de Legendre et rédige deux articles pour le Journal de Crelle, premières pages de son copieux mémoire intitulé Recherches sur les fonctions elliptiques et publié en 1827 et 1828. Lassé et à court d'argent, il quitte Paris le 29 décembre 1826 et met le cap sur Berlin.

## Dernières années
De retour à Christiania, Niels Henrik Abel ne peut obtenir de poste stable à l'université, et doit accepter un travail de répétiteur dans une académie militaire récemment créée. Bien que spectaculaire, le résultat d'Abel de 1826 — qui contient la preuve de l'impossibilité de résoudre l'équation du cinquième degré par radicaux —, ne veut pas dire que certaines équations particulières ne peuvent pas être résolues par radicaux. Il est fasciné par la théorie des équations. Conscient des limites de son théorème d'impossibilité, il se met à étudier les conditions garantissant la résolubilité par radicaux d'équations particulières : une entreprise dont le point d'orgue est son Mémoire sur une classe particulière d'équations résolubles algébriquement, écrit en 1828 et publié dans le Journal de Crelle en 1829, peu avant sa mort.
Quelques mois seulement après son retour, il contracte la tuberculose. C'est à ce moment que Jacobi publie ses premiers résultats sur les intégrales elliptiques : d'abord un théorème sur les transformations rationnelles dans ces intégrales, puis une formule d'inversion. En mai 1828, Abel généralise le résultat de Jacobi sur les transformations rationnelles. Ce dernier est enthousiaste et fait à Crelle et à Legendre l'éloge d'Abel. Conscient que la situation financière d'Abel est critique, Crelle mène campagne pour lui décrocher un poste de professeur à Berlin. Parallèlement, Abel exige du gouvernement norvégien un poste à Oslo, faute de quoi il s'en irait à Berlin où on l'attend ; toutefois, ce chantage fait long feu.
En 1829, Jacobi compte publier son mémoire sous le titre Nouveaux fondements pour une théorie des fonctions elliptiques. Lorsque Abel en est informé, il décide lui aussi de rédiger un nouvel article qu'il intitule Précis d'une théorie des fonctions elliptiques, qui paraît en 1829, malheureusement à titre posthume.
Pour les fêtes de Noël 1828, Abel voyage d'Oslo (où il était seul) à Froland, où se trouvent plusieurs de ses amis et sa fiancée. Il est déjà malade et ce voyage de plusieurs jours lui a été vivement déconseillé par son médecin. Une fois arrivé à Froland, il ne cesse de travailler sur ses articles au point de s'épuiser. Malgré tout, le 6 janvier 1829, il envoie un dernier article à Crelle. Il s'est convaincu que l'Académie des sciences de Paris ne publiera jamais son mémoire, et sent bien qu'il faut présenter rapidement ses résultats pour éviter que d'autres, comme Jacobi, ne le devancent. Il publie donc un texte bref contenant l'énoncé du théorème principal du Mémoire de Paris, son fameux théorème d'addition. Dans cet article de seulement deux pages, il précise que diverses applications seront développées lors d'études ultérieures, mais il ignore que ce travail sera le dernier de toute sa carrière. Sa santé s'est détériorée, on l'empêche de repartir le 9 janvier, car il ne peut plus cacher qu'il crache du sang depuis quelque temps. Il meurt de la tuberculose le 6 avril 1829, à l'âge de vingt-six ans. Le 8 avril, deux jours seulement après sa mort, Crelle lui écrit une lettre d'Allemagne pour l'informer de la décision du gouvernement de lui octroyer un poste de professeur permanent à Berlin. « Tu n'auras plus à te soucier de ton avenir », lui dit-il dans cette lettre,.

## Diffusion posthume de l'œuvre d'Abel
L'Académie des sciences de Paris décide d'octroyer le Grand Prix de 1830 à la fois à Abel — à titre posthume, pour son Mémoire de Paris dont la publication avait déjà été acceptée — et à Jacobi pour son mémoire de 1829.
Holmboe est chargé de rédiger l'hommage officiel de la Norvège. L'œuvre d'Abel étant éparpillée dans diverses revues, parfois difficilement consultables, on juge plus pratique d'éditer ses œuvres complètes. Le gouvernement norvégien prend en charge les frais et confie le travail à Holmboe, qui édite et publie en 1839 ses travaux en deux volumes, sous le nom d’Œuvres complètes de N.H. Abel. Il est le premier à faire un tel geste.
Le destin du Mémoire de Paris est, quant à lui, singulier. En 1832, Holmboe prépare la première édition des œuvres complètes d'Abel et envoie chercher le manuscrit de ce mémoire, mais il s'avère que celui-ci a disparu des archives de l'Académie. Les œuvres complètes ne le sont donc pas, car il leur manque ce mémoire. L'Académie repart en quête du manuscrit, qu'elle finit de localiser et par publier en 1841. Par la suite, en 1874, le Norvégien Sophus Lie, qui prépare avec son compatriote Ludwig Sylow la deuxième édition des œuvres complètes d'Abel, obtient la permission de lire l'original... qui a à nouveau disparu. La version qu'il publie reprend donc celle publiée par l'Académie en 1841. En 1942, le Danois Poul Heegaard découvre une copie du manuscrit d'Abel à Rome. En 1952, tout juste dix ans après, le Norvégien Viggo Brun retrouve, à la bibliothèque Moreniana de Florence, la majeure partie du manuscrit original. Il faut attendre l'an 2000 pour que le mathématicien italien Andrea Del Centina trouve à la bibliothèque Moreniana les huit pages manquantes, ce qui permet de reconstituer l'essai original cent cinquante ans après sa rédaction.

## Liens avec Bernt Michael Holmboe
Bernt Michael Holmboe rencontre Niels Henrik Abel à l'école de la cathédrale de Christiania, alors que ce dernier est encore un élève. Il s'aperçoit rapidement du talent d'Abel, le désignant de « remarquable génie » sur son bulletin scolaire,. Sur le carnet scolaire d'Abel, après l'examen de fin d'année de juin 1820, Holmboe écrit même que « Au génie le plus extraordinaire, il allie une ardeur inextinguible et un intérêt pour les mathématiques qui feront de lui certainement, s'il vit, un grand mathématicien ». Comme l'établissement se concentre alors principalement sur la littérature antique et le latin, Holmboe commence à donner des cours particuliers à Abel. Il lui conseille la lecture des œuvres de Lacroix, Euler, Francœur, Gauss, Poisson et Lagrange. Son implication personnelle envers Abel est souvent décrite comme son « principal apport aux mathématiques »,.
Holmboe et Abel deviennent des amis proches. Deux jeunes frères de Holmboe font leurs études avec Abel, et les trois sont également amis. Abel est invité à la résidence de la famille Holmboe à plusieurs reprises, y compris pour fêter Noël.

## Postérité
Niels Henrik Abel est à l'origine de la notion de nombre algébrique (solution d'une équation polynomiale à coefficients rationnels). Il laisse aussi de nombreux résultats sur les séries et les fonctions elliptiques.

## Hommages posthumes
- Il reçoit à titre posthume le Grand Prix de mathématiques de l'Institut de France en 1830 (avec Charles Gustave Jacob Jacobi).
- En 1900, on donne son nom à une rue de Paris créée un an plus tard.
- En 1908, le sculpteur Gustav Vigeland réalise l'imposante statue d'Abel, dressée dans le parc du palais royal d'Oslo.
- Le visage d'Abel figure sur un timbre émis en 1929, centième anniversaire de sa mort.
- Le portrait d'Abel orne le billet de 500 couronnes norvégiennes, en 1948.
- En 2003, son nom est donné à un prestigieux prix de mathématiques : le prix Abel[32].

## Œuvres et publications
- Mémoire sur une classe particulière d'équations résolubles algébriquement, in: Journal für die reine und angewandte Mathematik, 4 (1829): 131-156. <http://eudml.org/doc/183133>, Texte intégral.
- Précis d'une théorie des fonctions elliptiques, in: Journal für die reine und angewandte Mathematik, 4 (1829): 236-277. <http://eudml.org/doc/183143>, Texte intégral.
- Démonstration d'une propriété générale d'une certaine classe de fonctions transcendentes, in: Journal für die reine und angewandte Mathematik , 4 (1829): 200-201. <http://eudml.org/doc/183139>, Texte intégral.
- Mémoire sur les équations algébriques: où on démontre l'impossibilité de la résolution de l'équation générale du cinquième degré, imp. Groendahl, Christiania, 1824, Texte intégral.
- Œuvres complètes de N.H. Abel, mathématicien, [rédigées par ordre du roi par B. Holmboe], C. Gröndahl, Christiania, 1839, volume 1, Texte intégral.
- Œuvres complètes, [suivi de: «Niels Henrik Abel, sa vie et son action scientifique», par C.-A. Bjerknes], [Reprod. en fac-sim.], J. Gabay (Sceaux), 1992,  (ISBN 2-87647-073-X):
- Niels Henrik Abel, sa vie et son action scientifique, par C.-A. Bjerknes, lire en ligne sur Gallica.